# Mereszlany
Mereszlany (lit. Merešlėnai) – wieś na Litwie, w okręgu wileńskim, w rejonie wileńskim, w gminie Pogiry, przy linii kolejowej Wilno – Stasiły.

## Historia
Były jedną z pierwszych osad tatarskich na Litwie, w XV w. nadaną księciu Najman-begowi. W Rzeczypospolitej Obojga Narodów leżały w województwie trockim, w powiecie trockim. Odpadły od Polski w wyniku III rozbioru.
W XIX i w początkach XX w. położone były w Rosji, w guberni wileńskiej, w powiecie trockim, w gminie Międzyrzecz. Po I wojnie światowej pod administracją polską, w Zarządzie Cywilnym Ziem Wschodnich. W latach 1920–1922 w składzie Litwy Środkowej.
Od 11 kwietnia 1922 leżały w Polsce, w województwie wileńskim, w powiecie wileńsko-trockim, do 1 kwietnia 1927 w gminie Landwarowo, następnie w gminie Rudomino. W 1931 miejscowość liczyła 334 mieszkańców, zamieszkałych w 53 budynkach.
Po II wojnie światowej w granicach Związku Sowieckiego. Od 1991 na niepodległej Litwie.